# Yasemin Anagöz
Yasemin Ecem Anagöz (Smirne, 14 ottobre 1998) è un'arciera turca.
Specialista dell'arco olimpico, ha partecipato ai giochi olimpici di Rio de Janeiro 2016 e di Tokyo 2020. Vanta un bronzo ai mondiali, vinto nel 2021 nella gara a squadre miste. È inoltre stata campionessa europea individuale e a squadre femminili (entrambi i titoli vinti nel 2018), cui si aggiunge anche un argento a squadre femminili nel 2022, mentre ai Giochi del Mediterraneo ha vinto due medaglie d'oro, nel torneo a squadre femminili e nel torneo a squadre miste (entrambi i titoli vinti nel 2022), e una di bronzo (a squadre femminili, nel 2018).

## Biografia

### Campionati mondiali
La sua prima esperienza ai mondiali fu in occasione di quelli disputati a Copenaghen nel 2015, dove ha gareggiato in tre competizioni: nell'individuale femminile si è classificata 45ª nel round di qualificazione, e nella fase a eliminazione superò il primo turno prima di venire sconfitta dalla cinese Wu Jiaxin; nella gara a squadre miste (in coppia con Mete Gazoz) fu 28ª su 60 squadre partecipanti; nella gara a squadre femminile le tre arciere turche chiusero le qualifiche al 21º posto. In entrambe le gare a squadre la Turchia rimase fuori dalla fase a eliminazione diretta.
Fu presente anche due anni dopo a Città del Messico 2017. Nella gara individuale chiuse al 33º posto il turno di qualificazione, e vinse nei primi due turni della fase a eliminazione diretta prima di essere sconfitta dalla sudcoreana Kang Chae Young. Nella gara a squadre femminile le arciere turche riuscirono questa volta a passare la qualificazione, grazie al quattordicesimo posto. Vennero tuttavia eliminate al primo turno dal Messico. Nella gara a squadre miste, sempre in coppia con Mete Gazoz, furono - col 17º posto - i primi degli esclusi al termine delle qualificazioni.
La terza partecipazione mondiale fu ai mondiali 2019, disputati nei Paesi Bassi a 's-Hertogenbosch, sia nella gara individuale che in quelle a squadre femminile.
Nell'individuale, dopo aver ottenuto il 38º posto nelle qualificazioni, e dopo aver sconfitto al primo turno Laura Nurmasulu, ed al secondo Alina Ilyassova, è stata eliminata al terzo turno dalla sudcoreana Choi Misun.
Nella gara a squadre femminile, le arciere turche hanno chiuso le qualificazioni con il quindicesimo posto, e sono state eliminate al secondo turno dalla Cina.
La quarta spedizione mondiale personale è stata quella di Yankton 2021, che le ha regalato anche la prima medaglia mondiale in carriera. Nell'individuale fu 24ª nelle qualificazioni, riuscendo a giungere fino ai quarti di finale della fase ad eliminazione diretta, venendo eliminata dalla sudcoreana An San.
Nella gara a squadre femminile le atlete turche furono sedicesime in qualifica, e vennero eliminate al primo turno dalle arciere ceche.
Nella gara a squadre miste gareggiò ancora una volta in coppia con Mete Gazoz, e la coppia turca fu in grado di aggiudicarsi la medaglia di bronzo: diciottesimi nelle qualificazioni, eliminarono nell'ordine Repubblica Ceca, USA e Taipei Cinese prima di essere eliminati in semifinale dalla coppia russa e di aggiudicarsi la finale per il bronzo contro il Giappone.

### Giochi europei
Anagöz ha disputato i I Giochi Europei, tenutisi a Baku, nel 2015.
Ha gareggiato in tutte e tre le competizioni: nell'individuale fu 13ª nelle qualifiche per essere eliminata ai quarti della fase ad eliminazione diretta; nella gara a squadre, le tre arciere turche ottennero il decimo posto nelle qualificazioni, e furono eliminate al primo turno dalla Francia; nella gara a squadre miste, ancora in coppia con Yagiz Yilmaz, dopo il 7º posto delle qualifiche, furono eliminati dalla coppia bielorussa.
Ai successivi giochi di Minsk 2019 ha chiuso al decimo posto le qualifiche individuali ed è stata eliminata ai sedicesimi di finale. Nella gara a squadre femminile ha raggiunto i quarti, così come in quella a squadre miste.

### Campionati europei
Ha partecipato a quattro edizioni dei campionati europei di tiro con l'arco (2016, 2018, 2021 e 2022), vincendo complessivamente tre medaglie, due d'oro e una d'argento. 
Ha vinto entrambi gli ori nel 2018, durante gli europei disputati a Legnica, in Polonia. Nell'occasione si è infatti laureata campionessa europea individuale (battendo in finale la ex campionessa mondiale Maja Jager) e a squadre femminili (le tre arciere turche ebbero la meglio sulle italiane).
Quattro anni più tardi a Monaco di Baviera è tornata sul podio della gara a squadre femminili, conquistando l'argento.

### Giochi del Mediterraneo
Anche ai Giochi del Mediterraneo Yasemin Anagöz vanta tre medaglie, due ori e un bronzo.
A Tarragona 2018 ha vinto il bronzo a squadre femminili, assieme ad Aybüke Abtuna e Gunaz Coskun, battendo nella finale per il bronzo le arciere italiane.
Quattro anni dopo, ad Orano 2022, vinse il titolo in tutte e due le gare a squadre, ed in entrambi i casi contro la squadra dell'Italia. In quella femminile, con le compagne Ezgi Bazaran e Gunaz Coskun, batté in finale le azzurre Tatiana Andreoli, Lucilla Boari e Chiara Rebagliati; in quella a squadre miste, in coppia ancora un volta con Mete Gazoz, ebbe la meglio su Lucilla Boari e Mauro Nespoli.

### Giochi olimpici

#### Rio 2016
La sua prima esperienza olimpica la ebbe in occasione dei giochi di Rio de Janeiro 2016. Nel round di qualificazione della gara individuale femminile è giunta al 25º posto, con 638 punti. Al primo turno batté la polacca Karina Lipiarska-Palka, mentre al secondo è stata sconfitta dalla arciera messicana Alejandra Valencia.

#### Tokyo 2020
Per i giochi olimpici di Tokyo 2020, disputati nel 2021 a causa della pandemia di COVID-19, Anagöz riuscì a qualificarsi per due delle gare in programma.
Nel round di qualificazione del torneo olimpico individuale fu 19ª con 652 punti. Nei primi due turni ha sconfitto rispettivamente Stephanie Barrett e Yang Xiaolei prima di essere battuta da Kang Chae-young.
Nel torneo a squadre miste, in coppia con Mete Gazoz, il duo turco sfiorò il podio: chiuse le qualifiche al 7º posto battendo poi la coppia russa e quella indonesiana, prima di perdere la semifinale contro i Paesi Bassi e la finale per il bronzo contro il Messico.

## Palmarès
- Giochi del Mediterraneo

Tarragona 2018:  Bronzo - squadre femminili.
Orano 2022:  Oro - squadre miste,  Oro - squadre femminili.
- Campionati europei di tiro con l'arco

Legnica 2018:  Oro - individuale femminile,  Oro - squadre femminili.
Monaco di Baviera 2022:  Argento - squadre femminili.
- Campionati mondiali di tiro con l'arco

Yankton 2021:  Bronzo - squadre miste.